# Nazionale femminile di pallacanestro del Suriname
La nazionale di pallacanestro del Suriname è la rappresentativa cestistica del Suriname ed è posta sotto l'egida della Federazione cestistica del Suriname.

## Piazzamenti

### Campionati centramericani
- 1989 - Ritirata